# アハンガラン
アハンガラン (ラテン文字:Ohangaron, Okhangaron, Akhangaran、ウズベク語: Ohangaron / Оҳaнгaрон、ロシア語: Ахангаран) はウズベキスタン・タシュケント州の都市である。州都のタシュケントからは南東に約57kmの位置にある。2012年の人口は40,099人となっている。

## 概要
1966年に都市として設立された。 街の付近にはアハンガラン川が流れる。街の主な産業はセメントやコンクリートなどの建築資材産業である。
現在、清水建設がアハンガランにおいて廃棄物処分場からメタンガスを回収するプロジェクトを行なっている。